# Нагибін Юрій Маркович
Юрій Маркович Нагибін  (рос. Ю́рий Ма́ркович Наги́бин; 3 квітня 1920, Москва, Російська РФСР — 17 червня 1994, Москва, Росія) — російський письменник, сценарист.
Батько Нагибіна - єврей, мати походженням з " известного на Украине старинного рода Красовских (по отцу) и столбовых дворян Мясоедовых (по матери). З роману "Тьма в кінці тунелю".
Навчався у Всесоюзному державному інституті кінематографії (1939—1942). Учасник радянсько-німецької війни. У 1940 році опублікував перше оповідання. З 1940 року — член Спілки письменників Росії.
Автор кіносценаріїв стрічок «Червоний намет», «Голова», «Дівчинка і відлуння» (1964), «Баб'яче царство» (1967) та ін. В Україні за його сценаріями створено фільми «Молодий» (1964) і «Погоня» (1966).
Нагороджений орденом Трудового Червоного Прапора, медалями. Безпартійний.
Був одружений шість разів. Одна з його дружин — Белла Ахмадуліна.